# Tallit

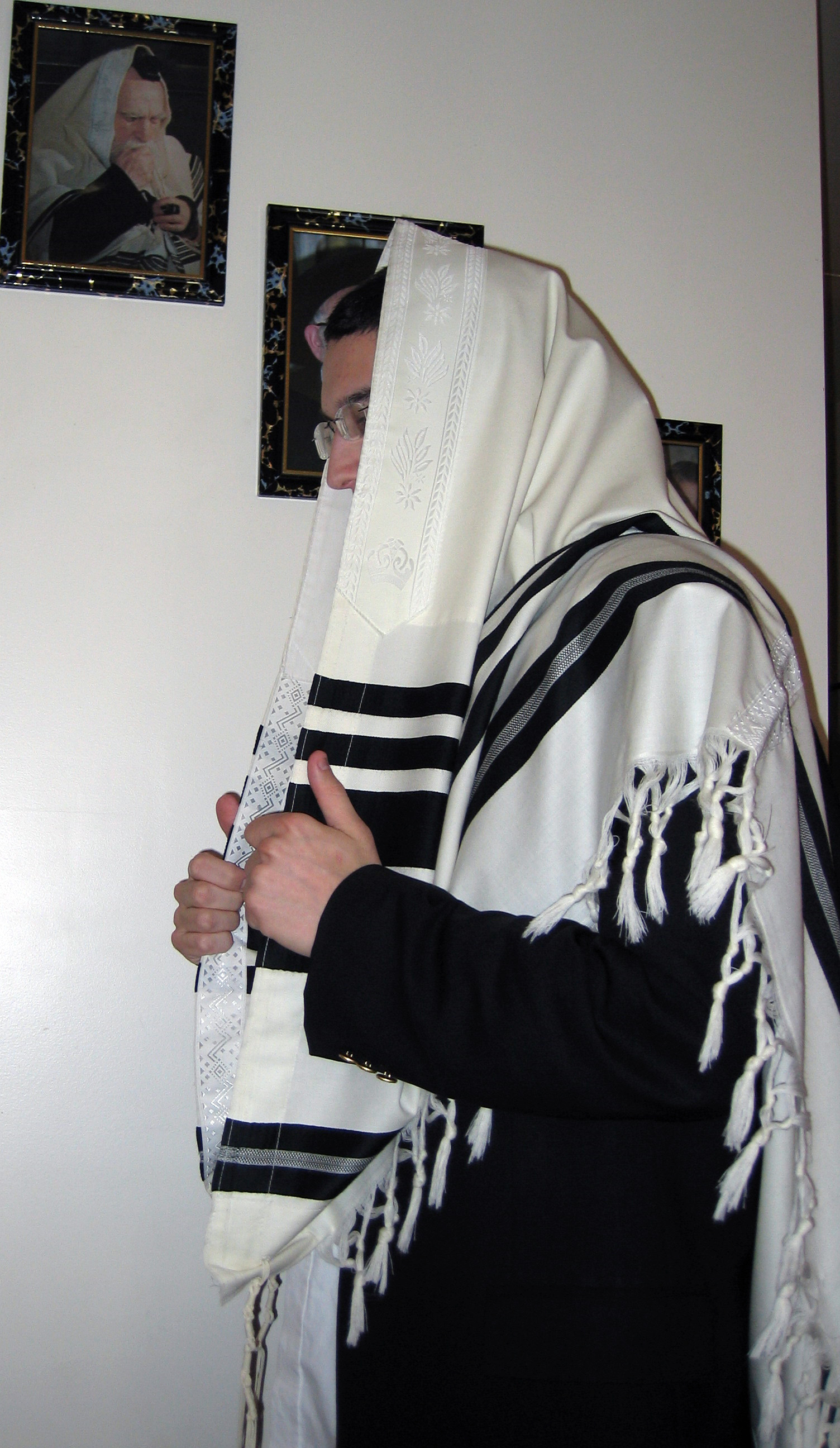
Tallit, beim Gebet über Kopf und Schultern gelegt. Die vier geknoteten Schaufäden (Zizijot) an den Ecken symbolisieren jeweils die 613 traditionellen Ge- und Verbote. Ihre exakte Anzahl wird auf Rabbi Simlai (Babylonischer Talmud, Makkot 23b-24a) zurückgeführt.

Der Tallit (von hebräisch טַלִּית, auch als Tallith, selten als Taled bezeichnet; in der aschkenasischen Aussprache Talliss, Tallis; Plural: tallitot), auf Deutsch als „Gebetsmantel“ bezeichnet, ist ein jüdischer ritueller Gegenstand. Die Gestaltung der Flagge des Staates Israel basiert auf dem Tallit.

## Aussehen
Ein Tallit ist ein meist viereckiges Tuch aus Wolle, Baumwolle, Leinen oder Seide. Tierische (Wolle, Seide) und pflanzliche Textilien (Baumwolle, Leinen) dürfen dabei nicht am selben Tallit verwendet werden, da diese Vermischung (schatnes) verboten ist. Beide Textilarten dürfen jedoch mit Kunstfasern kombiniert werden. Die Farbe ist meistens weiß oder cremefarben. Oft ist der Tallit mit schwarzen oder blauen Streifen verziert, die häufig aus organischer Textilfarbe bestehen. Der Talmud besagt im Mischnatraktat Menachot 43b, dass Blau (techelet) auf die Farbe des Mittelmeeres verweise und ein Widerschein vom Thron Gottes sei, der mit Saphiren geschmückt sein soll. Weil sich das Wissen über die korrekte Herstellung der blauen Farbe in den Wirren der Geschichte verloren hat, ist heute die Anbringung schwarzer Streifen üblich. Zudem ist den Tallitot eine Atara (deutsch: Diadem) aufgenäht. Dies ist ein Band, das die richtige Seite für das Anlegen anzeigt und häufig mit Stickereien verziert ist.
Wesentlich für den Tallit sind die Zizijot (Plural von Zizit). Dies sind vier lange weiße Fäden, die 39-fach geknotet sind und als Schaufäden bezeichnet werden. Die Zahl 39 ist die Summe aus dem Zahlenwert der hebräischen Buchstaben der Worte Adonai Echad (deutsch: der Herr ist einzig). Entscheidend ist die Sichtbarkeit der Fäden, deshalb soll der Tallit nur bei Tageslicht angelegt werden. An jeder der vier Ecken des Tallit befindet sich ein solcher Strang aus vier geknoteten Fäden. Dies ist eine Erfüllung des Gebotes aus Num 15,37-41  und Dtn 22,12 . Dort heißt es, man solle Quasten an den vier Ecken des Gewandes anbringen und sich jedes Mal, wenn man diese sieht, an die Gebote Gottes erinnern, so dass man sie auch erfülle.
Über die notwendige Seitenlänge des Tallit gibt es unterschiedliche Ansichten. Da die Halacha das Tragen der Zizit verlangt, jedoch keine Vorschriften über den Tallit macht, gibt es Tallitot in der Form von Schals oder von den ganzen Körper bedeckenden Umhängen.

## Verwendung

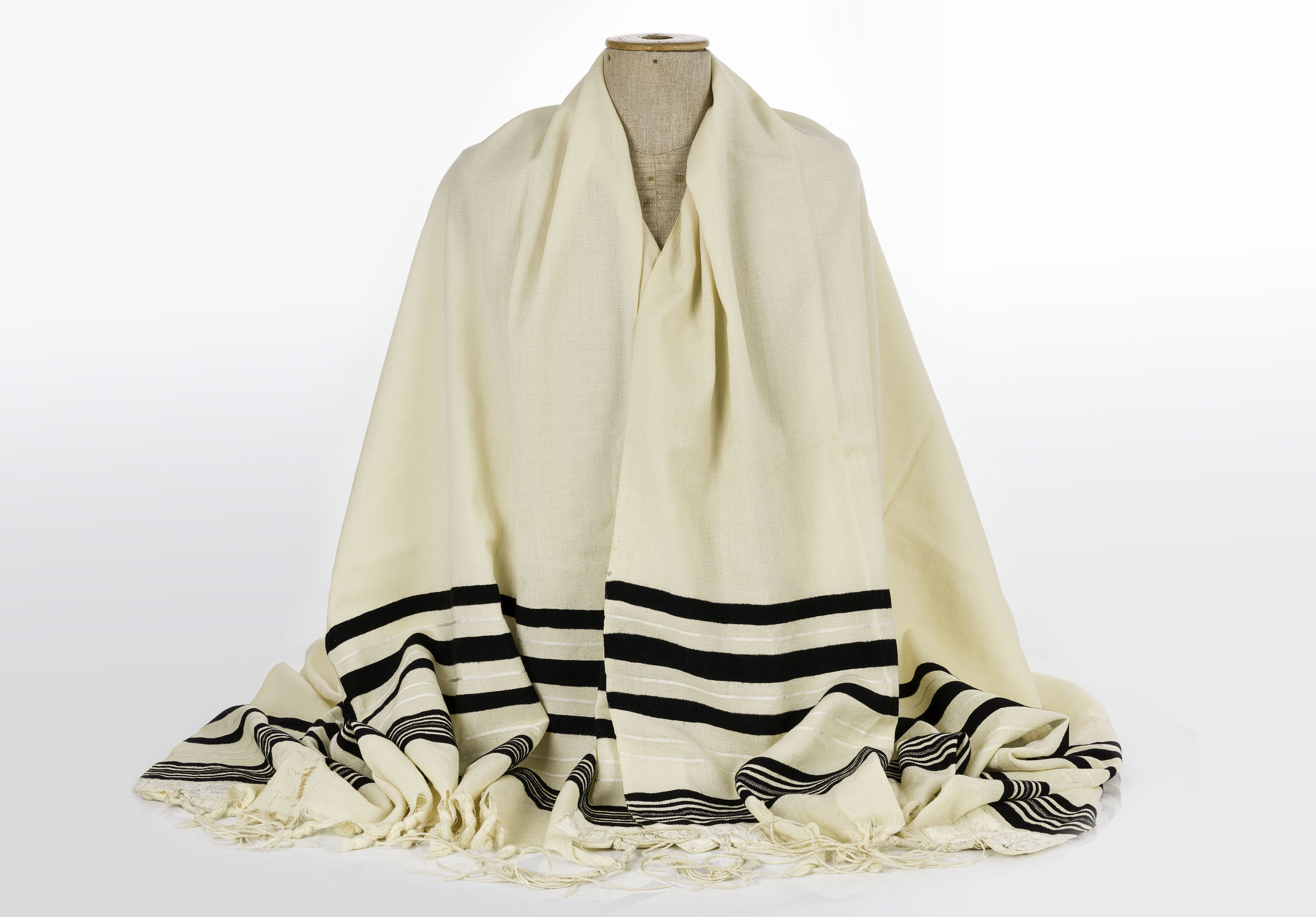
Tallit aus dem Haus von Szymon Kluger in Oświęcim

Im Orthodoxen Judentum wird der Tallit zum ersten Mal von einem Dreizehnjährigen bei seiner Bar Mitzwa und danach beim Morgengebet getragen. Ausnahmen sind die Mincha des Tischa beAw, der 9. Tag des jüdischen Monats Aw, sowie der Vorabend von Jom Kippur, an dem der Tallit vor dem Aufsagen des Kol Nidre und noch vor dem Anbruch der Nacht angelegt wird. Dies gilt sowohl für Gebete in der Synagoge als auch für das private Gebet. Beim Anlegen des Tallit gibt es den Brauch, diesen zuerst über die linke Schulter zu legen und ihn dann kurz oder während des ganzen Gebets über den Kopf zu ziehen. Dabei wird der Tallit-Segen gesprochen. Im Gottesdienst wird die Torarolle aus ihrem Aufbewahrungsort, dem Toraschrein, entnommen und nach der Lesung durch die versammelte Gemeinde getragen. Dabei bringen die Umstehenden ihre Schaufäden mit der eingehüllten Torarolle in Berührung und führen die Fäden danach zum Kuss an die Lippen.
Nach einigen aschkenasischen Traditionen tragen nur der Bräutigam und verheiratete Männer den Tallit. Dieser ist Teil der Gaben, welche die Braut ihrem Bräutigam übergibt. Häufig findet der Tallit auch als Hochzeitsbaldachin Verwendung, der von vier Männern hochgehalten wird.
Für die Erfüllung des oben genannten Gebots, die Zizijot zu tragen, wird unter der Kleidung der Tallit Katan getragen, so dass nur die vier Zizijot sichtbar sind. In Synagogen liegen für die Gottesdienstbesucher normalerweise Tallitot, zusammen mit Siddurim und Kippot, am Eingang zum Gebetsraum bereit. Andere Gläubige bringen eigene Tallitot mit, wofür im Handel spezielle Täschchen erhältlich sind. In vielen Synagogen können diese in Kästchen hinterlegt werden.
Ein gläubiger Jude wird in seinem Tallit bestattet. Die Atara und eine der Zizijot werden vorher entfernt als Zeichen dafür, dass ein Toter keine Gebote (Mitzwot) mehr erfüllt. Der Tallit ist damit hebräisch פּסול passul, deutsch ‚unbrauchbar‘.
Im liberalen Judentum tragen auch Frauen, die es wünschen, einen Tallit. Inzwischen gibt es Tallitot in vielen Farben und Designs, oft zum Beispiel mit hebräischen Segenssprüchen. Entscheidend für die halachische Tauglichkeit eines Tallit ist nicht das Aussehen, sondern allein die Zizijot. In liberalen Gemeinden trägt auch ein Mädchen einen Tallit bei ihrer Bat Mitzwa.
Auch die samaritanischen Hohepriester tragen einen Tallit.